# Москалёв, Игнатий Алексеевич
Игнатий Алексеевич Москалёв (23 декабря 1901 года, с. Казанка, Логачевская волость, Бузулукский уезд, Самарская губерния — 17 ноября 1976 года, Москва) — советский военный деятель, полковник (1942).

## Биография
Родился 23 декабря 1901 года в селе Казанка ныне Суворовского сельсовета Тоцкого района Оренбургской области.

### Гражданская война
12 сентября 1919 год а призван в ряды Красной армии и направлен красноармейцем на железнодорожную станцию Бузулук. В августе 1920 года направлен на учёбу в полковую школу в составе 4-го Западного запасного стрелкового полка, дислоцированного в Рославле. В январе 1921 года в связи с тем, что заболел тифом, отпущен в отпуск и после выздоровления в марте направлен санитаром в 161-й эвакопункт Полторацкой больницы в Ташкенте, после расформирования которого в августе того же года переведён санитаром в Ташкентский военный госпиталь.

### Межвоенное время
В сентябре 1923 года направлен на учёбу в 4-ю Ташкентскую объединённую военную школу, во время учёбы в которой одновременно был младшим командиром. После окончания учёбы в августе 1926 года направлен в 142-й стрелковый полк (48-я стрелковая дивизия, Московский военный округ), дислоцированный во Ржеве, где служил на должностях командира взвода, политрука роты, помощника командира пулемётной роты, командира стрелковой роты. В январе 1933 года назначен на должность командира роты в составе 4-го стрелкового полка в составе той же 48-й стрелковой дивизии, дислоцированного в Торжке. В январе 1934 года вернулся в 142-й стрелковый полк, в котором служил на должностях командира роты и начальника штаба батальона. 20 февраля 1937 года направлен на учёбу на курсы «Выстрел», после окончания которых 30 июля того же года вернулся в 142-й стрелковый полк, где исполнял должность помощника начальника штаба полка, однако уже в августе 1937 года переведён на должность командира батальона в 143-й стрелковый полк (48-я стрелковая дивизия), дислоцированный в Калинине. Одновременно с этим с 1937 года учился на заочном факультете Военной академии имени М. В. Фрунзе.
4 августа 1939 года направлен в Монголию, после чего в составе 1-й армейской группы принимал участие в боевых действиях на Халхин-Голе. 19 августа того же года назначен на должность коменданта города Тамцаг-Булак, а 12 октября 1939 года переведён на должность командира 601-го мотострелкового полка в составе 82-й мотострелковой дивизии.
После окончания третьего курса факультета заочного обучения Военной академии имени М. В. Фрунзе 28 августа 1940 года назначен на должность заместителя командира 544-го стрелкового полка (152-я стрелковая дивизия).

### Великая Отечественная война
С началом войны дивизия была передислоцирована в район Орши, где 26 июня 1941 года была включена в состав 16-й армии (Западный фронт). 5 июля майор И. А. Москалёв назначен на должность для поручений при штабе 16-й армии, а с 14 июля командовал правым крылом 129-й стрелковой дивизии под командованием генерал-майора А. М. Городнянского, после чего принимал участие в оборонительных боевых действиях в районе Смоленска. В ходе одной из контратак 17 июля И. А. Москалёв был тяжело ранен, эвакуирован в 20-й полевой госпиталь, дислоцированный на станции Кардымово (Смоленская область), а 18 июля переведён в 1-й Московский медицинский институт и после проведённой операции в конце сентября направлен в Калининский госпиталь. После выздоровления в начале ноября И. А. Москалёв назначен на должность заместителя командира 70-й отдельной стрелковой бригады морской пехоты, формировавшейся в Новосибирске (Сибирский военный округ). После завершения формирования бригада была передислоцирована в Карелию, где была включена в состав 7-й армии.
22 февраля 1942 года подполковник И. А. Москалёв назначен на должность заместителя командира 272-й стрелковой дивизии, ведшей оборонительные боевые действия на рубеже от Онежского озера до озёр Малая Кузра и Большая Кузра.
5 апреля 1943 года назначен на должность заместителя командира 114-й стрелковой дивизии, однако уже в начале июня направлен на учёбу на ускоренный курс Высшей военной академии имени К. Е. Ворошилова, после окончания которого 14 мая 1944 года назначен на должность командира прежней 114-й стрелковой дивизии, ведшей оборонительные боевые действия на рубеже южный берег Шакшозера, южный берег Урозеро и Малые Чеги, а с началом Свирско-Петрозаводской наступательной операции 21 июня дивизия форсировала реку Свирь в двух километрах западнее Лодейного Поля, прорвала оборону противника, 26 июня форсировала реку Олонка, после чего освободила Ильинский Погост и 13 других населённых пунктов.
25 июля 1944 года полковник И. А. Москалёв назначен на должность коменданта 162-го Свирского укреплённого района (19-я армия, Карельский фронт), а 3 октября — на должность командира 104-й стрелковой дивизии, однако уже 27 октября переведён на должность командира 341-й стрелковой дивизии, которая 12 ноября была передана 14-й армии, в начале декабря передислоцирована в Кандалакшу, а 12 января 1945 года передана в состав Беломорского военного округа.

### Послевоенная карьера
После окончания войны полковник И. А. Москалёв находился на прежней должности.
С ноября 1945 года находился в распоряжении Главного управления кадров НКО и в декабре того же года направлен в Военную академию имени М. В. Фрунзе, где служил на должностях преподавателя кафедры общей тактики, преподавателя по оперативно-тактической подготовке и тактического руководителя учебной группы основного факультета. 14 июля 1948 года переведён на должность заместителя командира 94-й гвардейской стрелковой дивизии в составе 3-й ударной армии (Группа советских войск в Германии).
1 декабря 1951 года вышел в запас в звании полковника. Похоронен на Ваганьковском кладбище.

## Награды
- Орден Ленина (09.08.1941)[4]
- Орден Ленина (21.02.1945)[4]
- Орден Красного Знамени (03.11.1944)[4]
- Орден Красного Знамени (15.11.1950)[4]
- Орден Кутузова 2 степени (21.07.1944)[4]
- Медаль За оборону Советского Заполярья (05.12.1944)[4]
- Медаль За победу над Германией в Великой Отечественной войне 1941—1945 гг. (09.05.1945)[4]
- Знак «Участнику боёв у Халхин-Гола»